# Dichagyris ignara
Dichagyris ignara är en fjärilsart som beskrevs av Otto Staudinger 1896. Dichagyris ignara ingår i släktet Dichagyris och familjen nattflyn. Inga underarter finns listade i Catalogue of Life.